# Er du hjemme i aften
Er du hjemme i aften er Gnags' femte studiealbum, udgivet i 1978 på Genlyd. Det er Gnags' første indspilning som sekstet, idet gruppen i 1977 var blevet udvidet med Henning Stærk som ekstra trommeslager og percussionist. Samtidig markerede albummet Per Chr. Frosts tilbagevenden til Gnags.  Albummet er som de to forgående indspillet i Feedback-studiet og produceret af bandet selv. Det er mixet i 1978 på Stuk Ranch ved Nibe af Gnags og Poul Bruun. Coveret blev designet i samarbejde med Peder Bundgaard.
Er du hjemme i aften viser Gnags fra en mere rocket side end de forgående fire albums. Sange som titelnummeret, "Fra en fremmed planet", "Jeg tænker på" og "De strejker henne på møllen" er således domineret af en tung guitarlyd. Desuden betød Henning Stærks trommespil en øget rytmisk intensitet bl.a. i kraft af mange trommefills, som det f.eks. kan høres i outroen til "Jeg tænker på". Et blødere udtryk er dog repræsenteret i sange som den let calypsoprægede "Tættere på" samt i den fortrinsvist akustiske "Under bøgen". Det sidstnævnte nummer er af Peter Deleuran og Jan Knus beskrevet som "det nærmeste Gnags er kommet en nationalsang". "Under bøgen" er en af Gnags' mest kendte sange og er siden medtaget i Kulturministeriets Kulturkanon i kategorien 12 Evergreens.
Hvor teksterne til Gnags' første fire plader er blevet beskrevet som "abstrakte", indeholder mange af sangene på Er du hjemme i aften konkret samfundskritik. I titelnummeret synges der således om "Lavpris på tilbud, magnetiske kunder / endnu en købmandsbutik bukker under" og om at vokse op i håbet om en bedre verden, men ende som "bange og syg / et blad på et træ / med en rod der er syg". Der lægges også vægt på behovet for samvær med andre mennesker "men Rose forresten / er du hjemme i aften". Det sidste tema er også fremtrædende i "Jeg tænker på", hvor familiens mor "vækkede os hver morgen / og gik i seng når vi stod op", med det resultat at "vi aldrig rigtig nåede hinanden". I "Fra en fremmed planet" beskues verdens dårskab og uretfærdighed af øjne udefra: "Det I sku' være fælles om / lod i bare de stærke om / at kriges om". I "De strejker henne på møllen" fortælles en konkret historie om en strejke.

## Numre

### Side 1
1. "Er du hjemme i aften" (2:52)
2. "Under bøgen" (2:52)
3. "Fra en fremmed planet" (7:10)
4. "Tættere på" (3:08)
5. "Jeg tænker på" (4:41)

### Side 2
1. "Du skriver og spør" (6:18)
2. "Ikke være bange" (5:32)
3. "Simpel sang" (3:36)
4. "De strejker henne på møllen" (3:36)